# Braies
Braies är en kommun i provinsen Sydtyrolen i regionen Trentino-Sydtyrolen i Italien. Kommunen hade 655 invånare (2018).